# Norra Åsbo härad
Norra Åsbo härad var ett härad norra Skåne i dåvarande Kristianstads län som numera utgör delar av Klippans kommun, Perstorps kommun, Ängelholms kommun och  Örkelljunga kommun. Häradets areal var 1 029,39 kvadratkilometer varav 1 002,07 land.  Tingsplats var från 1683 Klippan, innan dess Stidsvig.

## Häradsvapen
Häradsvapnet fastställdes av Kungl. Maj:t den 14 december 1951: "I grönt fält, bestrött med boklöv av guld, en störtad inböjd spets av guld". Boklöven syftar på natur och den gula spetsen syftar på bygden mellan de två åsarna Hallandsåsen och Söderåsen, vilka är representerade i de gröna fälten på sidan.

## Socknar
I Klippans kommun
- Färingtofta
- Riseberga
- Källna
- Östra Ljungby
- Vedby
- Gråmanstorp

I Perstorps kommun
- Oderljunga
- Perstorp

I Örkelljunga kommun
- Örkelljunga
- Rya
- Skånes-Fagerhult

I Ängelholms kommun
- Tåssjö
- Tåstarp
- Munka-Ljungby
- Össjö

med delar i häradet:
- en del av Hishults socken hörde till detta härad före 1949, då de områdena överfördes till Örkelljunga socken och Skåne-Fagerhults socken
- en del av Konga socken hörde före omkring 1890 till detta härad
- en del av Röstånga socken hörde före 1880 till detta härad

## Län, fögderier, tingslag, domsagor och tingsrätter
Häradet hörde mellan 1720 och 1996 till Kristianstads län, Malmöhus län innan dess. Från 1997 ingår området i Skåne län. Församlingarna tillhör(de) Lunds stift.
Häradets socknar hörde till följande fögderier:
- 1720–1917 Norra och Södra Åsbo samt Bjäre fögderi
- 1918–1951 Ängelholms fögderi Tåstarps och Munka-Ljungby socknar samt till 1946 Össjö, Källna, Östra-Ljungby, Vedby och Gråmanstorps socknar
- 1918–1945 Hässleholms fögderi för de socknar som inte ingick i Ängelholms fögderi
- 1946–1951 Vittsjö fögderi för Perstorps, Oderljunga, Örkelljunga och Skånes-Fagerhult socknar
- 1946–1951 Hässleholms fögderi för Rya socken
- 1952–1966 Vittsjö fögderi för Rya, Örkelljunga och Skånes-Fagerhults socknar
- 1946–1990 Klippans fögderi för Färingstofta, Riseberga, Össjö, Källna, Vedby från 1952 för Perstorps, och Oderljunga socknar samt från 1967 för Örkelljunga och Skånes-Fagerhult socknar samt bara till 1951 för Tåssjö socken
- 1952–1990 Ängelholms fögderi för Tåssjö, Tåstarps och Munka-Ljungby socknar
- 1967–1990 Hässleholms fögderi för Rya socken

Häradets socknar tillhörde följande tingslag, domsagor och tingsrätter:
- 1682–1970 Norra Åsbo tingslag som ingick i 
  - 1682–1690 Norra och Södra Åsbo häraders domsaga
  - 1691–1877 Bjäre, Norra och Södra Åsbo häraders domsaga
  - 1878–1970 Norra Åsbo domsaga

- 1971–1973 Norra Åsbo tingsrätts domsaga för socknarna i Klippans, Perstorps och Örkelljunga kommuner samt Össjö socken
- 1974–2001 Klippans tingsrätts domsaga för socknarna i Klippans, Perstorps och Örkelljunga kommuner
- 1971–2001 Ängelholms tingsrätts domsaga för socknarna i Ängelholms kommun
- 2001– Helsingborgs tingsrätts domsaga